# Mustapha Jarju
Mustapha Jarju (ur. 18 lipca 1986 w Bandżulu) – gambijski piłkarz występujący na pozycji napastnika. Zawodnik klubu Irtysz Pawłodar.

## Kariera klubowa
Jarju seniorską karierę rozpoczynał w 2003 roku w zespole Steve Biko FC. W 2005 roku przeszedł do Gambia Ports Authority, a w 2006 roku trafił do belgijskiego Lierse SK z Eerste klasse. W tych rozgrywkach zadebiutował 19 sierpnia 2006 roku w przegranym 1:2 pojedynku z SV Zulte Waregem. 18 listopada 2006 roku w przegranym 2:3 spotkaniu z Germinalem Beerschot strzelił pierwszego gola w Eerste klasse. W 2007 roku spadł z klubem do Tweede klasse. W Lierse spędził jeszcze rok.
W 2008 roku Jarju odszedł do pierwszoligowego RAEC Mons. Pierwszy ligowy mecz zaliczył tam 17 sierpnia 2008 roku przeciwko KAA Gent (0:5). W 2009 roku spadł z zespołem do Tweede klasse. W RAEC grał tam jeszcze przez 2 lata.
W 2011 roku Jarju podpisał kontrakt z kanadyjskim zespołem Vancouver Whitecaps, grającym w amerykańskiej lidze MLS. Zadebiutował w niej 21 lipca 2011 roku w zremisowanym 2:2 pojedynku z San Jose Earthquakes. W sezonie 2011 w barwach Vancouver zagrał 10 razy.
W styczniu 2012 roku Jarju wrócił do RAEC Mons, grającego teraz w Eerste klasse. W sezonie 2014/2015 grał w Hatta Club, a następnie przeszedł do kazachskiego klubu Irtysz Pawłodar.

## Kariera reprezentacyjna
W reprezentacji Gambii Jarju zadebiutował w 2006 roku.